# Ábrahám Zacuto
Ábrahám Zacuto (héberül: אברהם זכות, portugálul: Abraão ben Samuel Zacuto), (Salamanca, 1452. augusztus 12. – Damaszkusz, 1515?) késő középkori hispániai zsidó csillagászati- és krónikaíró.
I. Mánuel portugál király udvari csillagásza volt Salamancában. Jelentős csillagászati művét, a később Vencinho József fordítása révén latin címén elterjedt Almanach perpetuumot maga Kolumbusz Kristóf is használta. Zacotu másik műve a Széfer Juchaszin ('Genealógiák könyve'), amelyet azonban már nem Portugáliában, hanem – a zsidóellenes üldözések miatt 1496-ban elhagyva hazáját – Tuniszban fejezett be. A későbbi kiadók ezt a könyvet Iosephus Flavius Contra Apionem című művével együtt terjesztették. A Széfer Juchaszin legjelentősebb része az 5. rész, amely a zsidó írókat, tudósokat mutatja be. A hatodik rész tulajdonképpen egy önálló világtörténelem.